# 18809 Meileawertz
18809 Meileawertz è un asteroide della fascia principale. Scoperto nel 1999, presenta un'orbita caratterizzata da un semiasse maggiore pari a 2,4020458 UA e da un'eccentricità di 0,1263321, inclinata di 2,23192° rispetto all'eclittica.